# Жентиу
Жентиу (порт. Gentio) — пещера в Бразилии, примерно в 30 километрах от муниципального административного центра Унаи, на северо-востоке страны, где расположено большое количество шахт. В пещере обнаружено несколько наскальных изображений, исследованием которых занимались археологи из UFMG, которые также обнаружили мумию индейского ребёнка. Пещера находится у границы со штатом Гояс, состоит из известняковой породы. В пещере выявлено несколько хронологических слоёв заселения, датированных радиоуглеродным методом, обнаружен ряд хорошо сохранившихся артефактов.